# Franz Obermayr
Franz Sebastian Obermayr (nascido em 25 de maio de 1952) é um político austríaco que foi membro do Parlamento Europeu (MEP) de 2009 a 2019. Ele foi o presidente da European Alliance for Freedom de 2012 a 2015.